# 增值税一般纳税人
增值税一般纳税人是中国大陆税种——增值税划定的开征对象之一。根据1994年3月15日中华人民共和国国家税务总局国税发（1994）第059号《增值税一般纳税人申请认定办法》的规定，界定的范围如下：
- 凡年应税销售额超过小规模纳税人标准的企业和企业性单位，均为一般纳税人；
- 非企业性单位如果经常发生增值税应税行为，并且符合一般纳税人条件的，可以认定为一般纳税人。
- 年应税销售额未超过标准的（自1998年7月1日起，从事货物批发或零售的纳税人除外），从事货物生产或提供劳务的小规模企业和企业性单位，账簿健全、能准确核算并提供销项税额、进项税额，并能按规定报送有关税务资料的，经企业申请，税务机关可将其认定为一般纳税人。
- 新开业的符合一般纳税人条件的企业，应在办理税务登记的同时申请办理一般纳税人认定手续；已开业的小规模企业，其年应税销售额超过小规模纳税人标准的，应在次年1月底以前申请办理一般纳税人认定手续。